# Odorrana lipuensis
Odorrana lipuensis es una especie de anfibio anuro de la familia Ranidae.

## Distribución geográfica yhábitat
Es endémica de una cueva del noreste de Guangxi (China). Su rango altitudinal oscila alrededor de 182 m s. n. m..